# Lepanthes tibouchinicola
Lepanthes tibouchinicola är en orkidéart som beskrevs av Carlyle August Luer och Rodrigo Escobar. Lepanthes tibouchinicola ingår i släktet Lepanthes och familjen orkidéer. Inga underarter finns listade i Catalogue of Life.